# Skránčice
Skránčice jsou vesnice, část obce Zavlekov v okrese Klatovy v Plzeňském kraji. Nachází se asi dva kilometry severně od Zavlekova. Je zde evidováno 68 adres. V roce 2011 zde trvale žilo 48 obyvatel.
Skránčice jsou také název katastrálního území o rozloze 3,01 km².

## Historie
První písemná zmínka o vesnici pochází z roku 1411.

## Obyvatelstvo
| Rok            | 1869 | 1880 | 1890 | 1900 | 1910 | 1921 | 1930 | 1950 | 1961 | 1970 | 1980 | 1991 | 2001 | 2011 | 2021 |
| -------------- | ---- | ---- | ---- | ---- | ---- | ---- | ---- | ---- | ---- | ---- | ---- | ---- | ---- | ---- | ---- |
| Počet obyvatel | 190  | 182  | 166  | 157  | 135  | 132  | 129  | 97   | 91   | 74   | 65   | 51   | 48   | 48   | 44   |
| Počet domů     | 24   | 26   | 28   | 26   | 25   | 26   | 24   | 22   | 21   | 20   | 20   | 21   | 21   | 21   | 21   |

## Obecní správa
Při sčítání lidu v letech 1850–1909 Skránčice byly osadou obce Plichtice v okrese Klatovy. V letech 1910–1963 byly samostatnou obcí v okrese Klatovy. Od roku 1964 jsou částí obce Zavlekov v okrese Klatovy.

## Pamětihodnosti
- Pomník Rudolfa Majera

## Galerie

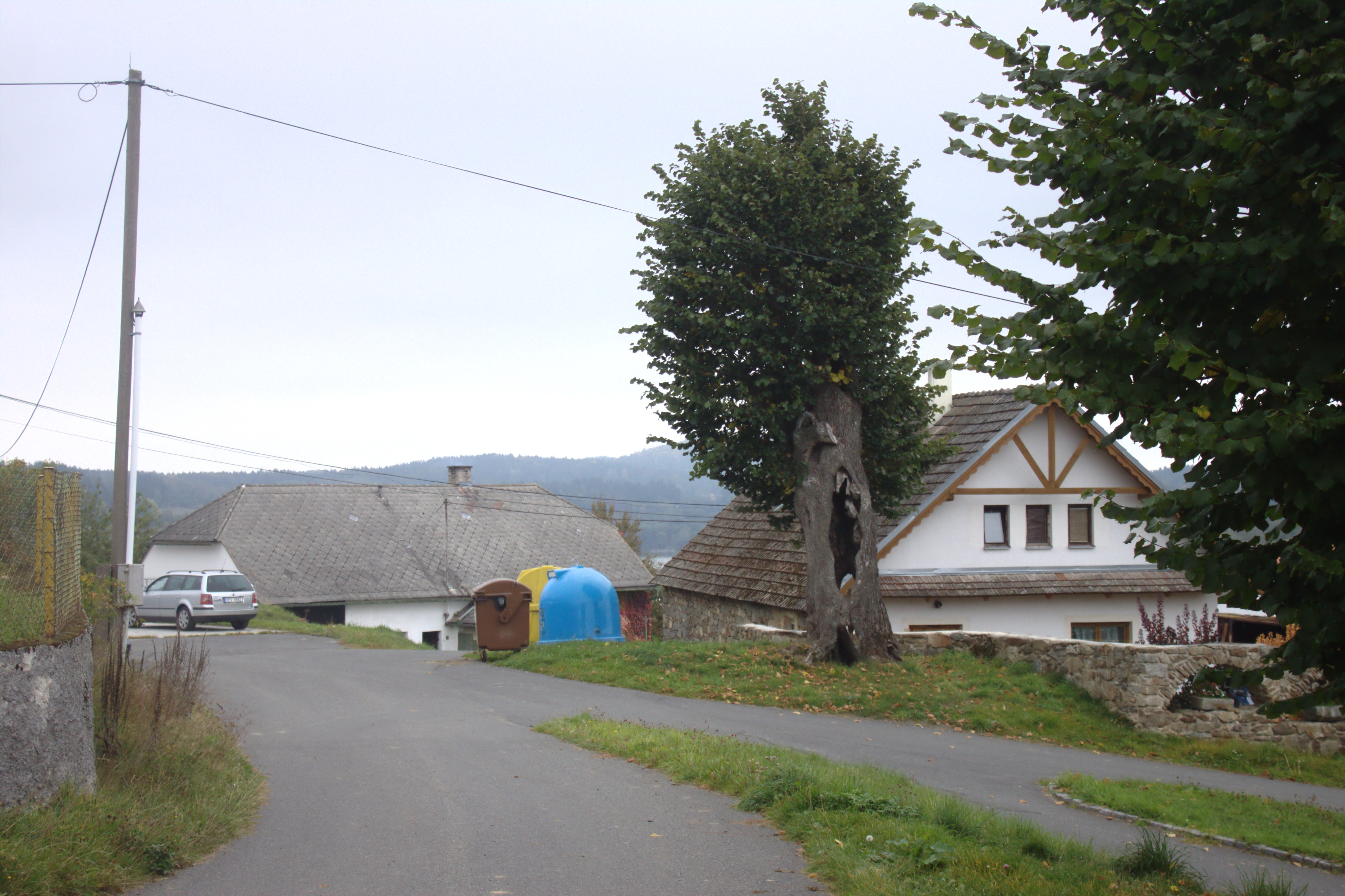
Náves
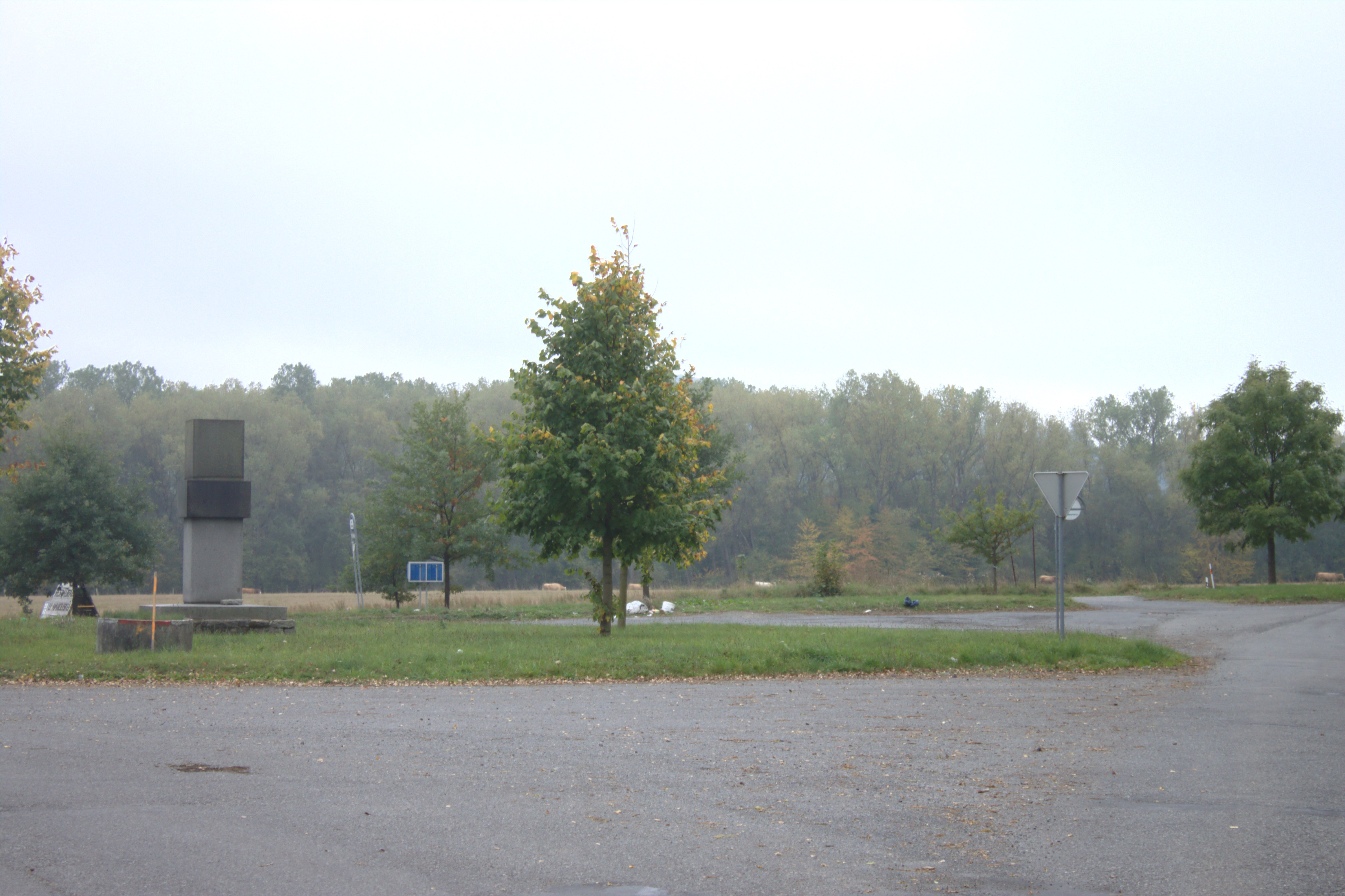
Památník
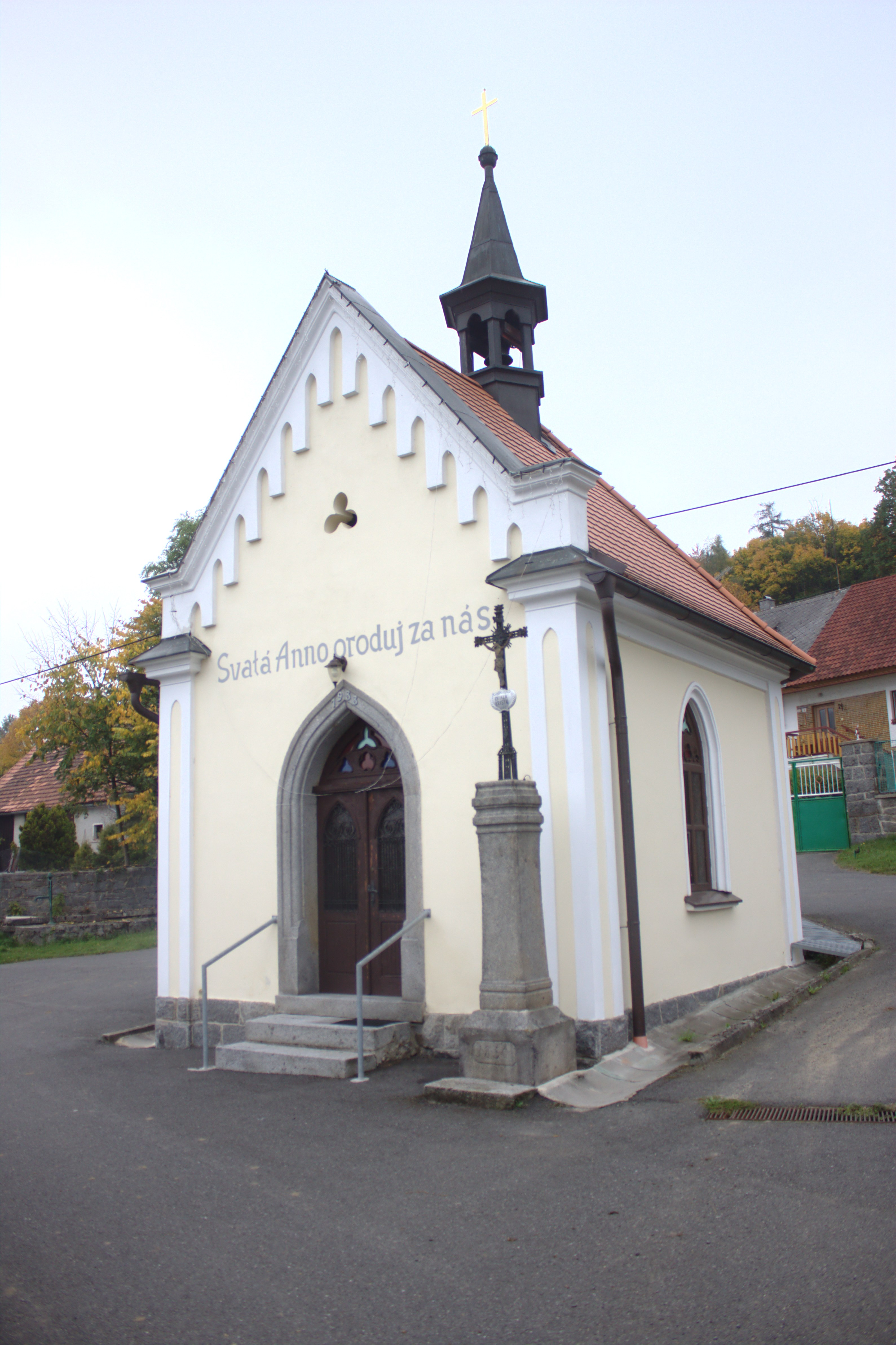
Kaple